# Maupertuis (Manche)
Ne doit pas être confondu avec Maupertus-sur-Mer.
Pour les articles homonymes, voir Maupertuis.
Maupertuis est une commune française, située dans le département de la Manche en région Normandie, peuplée de 147 habitants.

## Géographie
La commune est au sud-ouest du Pays saint-lois. L'atlas de paysages de la Basse-Normandie classe la commune à l'ouest de la « Manche centrale », caractérisée par un bocage fermé au faible relief. Son bourg est à 5 km au nord de Percy, à 23 km au sud-ouest de Saint-Lô et à 24 km au sud-est de Coutances.
Le territoire est traversé par la route départementale no 13 qui relie Tessy-sur-Vire, l'est, à Hambye, Cérences et Bréhal, à l'ouest, passant au nord du bourg. Celui-ci est relié à la D 13 par la D 89 qui mène vers Percy au sud et à La Haye-Bellefond au nord. Au nord-ouest, la D 29 part de la D 89 vers Le Guislain. Au sud du bourg et partant de la D 89, la D 443 joint également Percy au sud, et la D 304 conduit à Hambye vers le sud-est. L'accès à l'A84 se fait à l'est vers Caen par Tessy-sur-Vire à 15 km (sortie 39, à Saint-Ouen-des-Besaces) et au sud vers Rennes à 12,5 km (sortie 38, à La Colombe).
Le point culminant (171 / 172 m) se situe au sud, près du lieu-dit le Breuil. Le point le plus bas (104 m) correspond à la sortie de la Soulles du territoire, au nord-est. La commune est bocagère.
| Le Guislain         | La Haye-Bellefond                        | Villebaudon                                           |
| Le Guislain, Hambye | Maupertuis                               | Villebaudon, Percy-en-Normandie (comm. dél. de Percy) |
| Hambye              | Percy-en-Normandie (comm. dél. de Percy) | Percy-en-Normandie (comm. dél. de Percy)              |

### Hydrographie

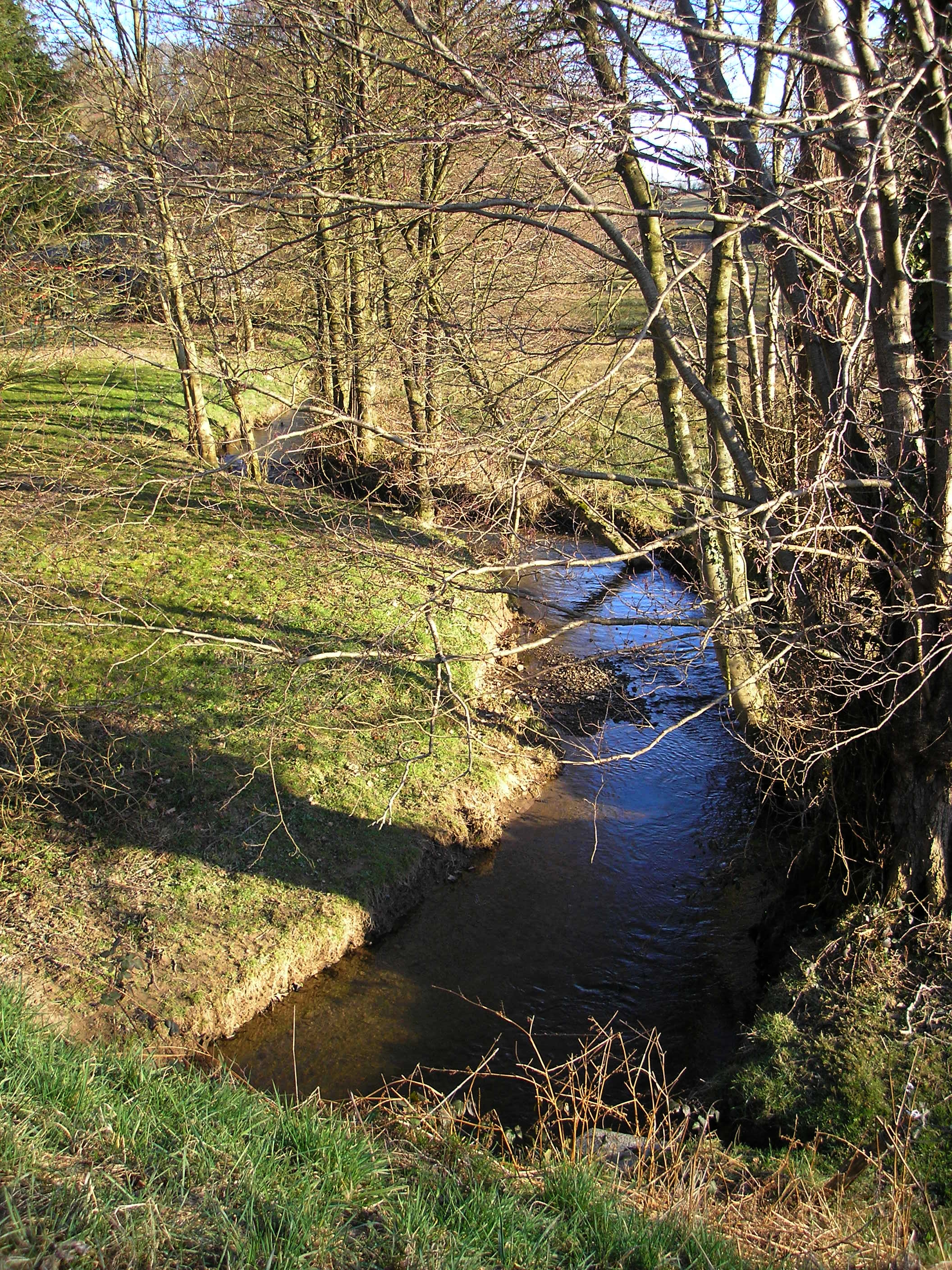
La Soulles en limite orientale.

Maupertuis est dans le bassin de la Sienne, au sein du bassin Seine-Normandie, par deux de ses affluents : la plus grande partie par la Soulles qui délimite le territoire au nord-est où elle est rejointe par le ruisseau de la Girardière délimitant le nord-ouest, et une petite partie sud par la Doquette qui y prend sa source et rejoint le fleuve côtier après un cours de 6 km. Un court affluent de la Soulles fait fonction de limite au sud-est,.
La Soulles, d'une longueur de 52 km, prend sa source dans la commune de Percy-en-Normandie et se jette  dans la Sienne à Heugueville-sur-Sienne, après avoir traversé 19 communes. 

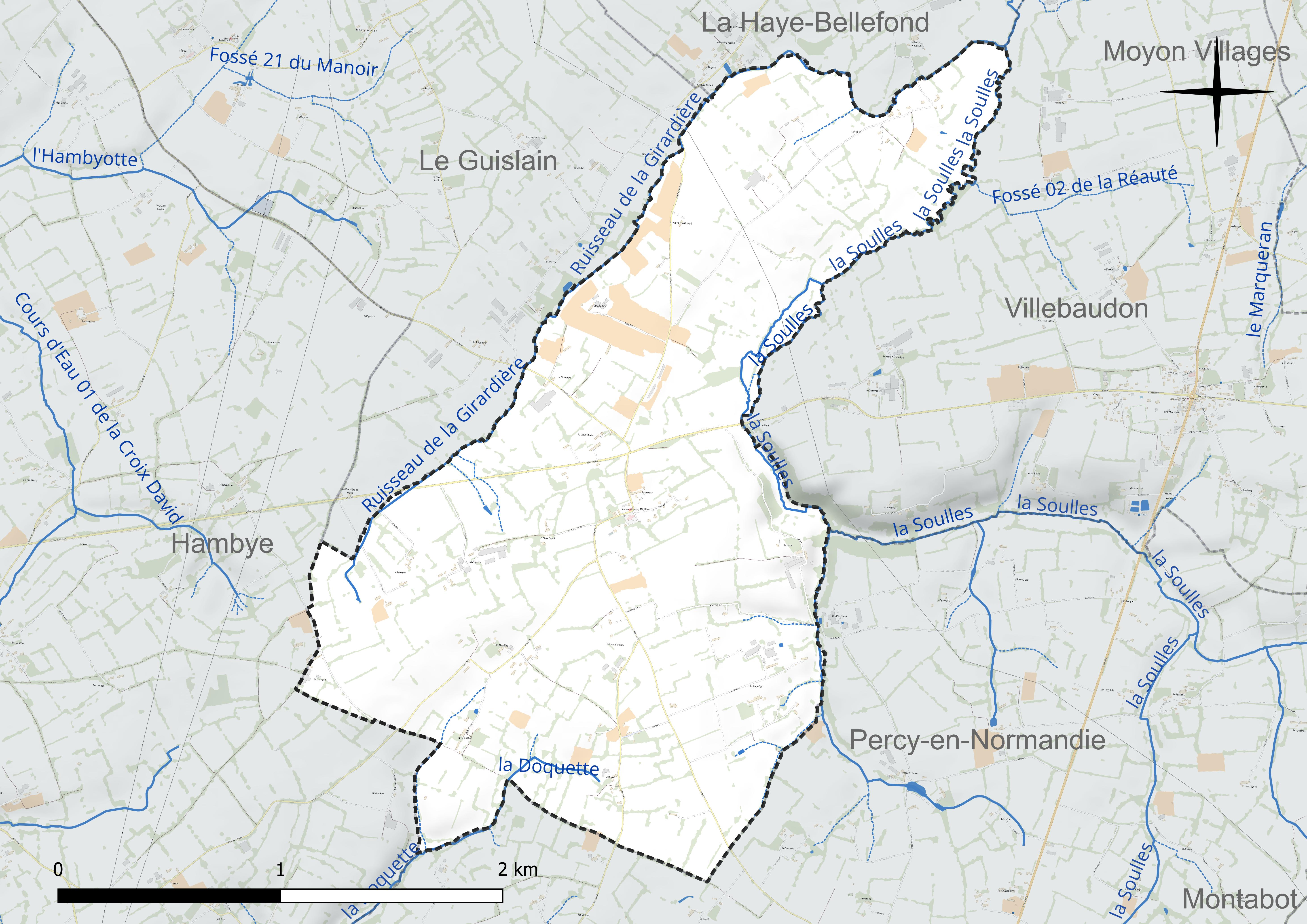
Réseau hydrographique de Maupertuis.

### Climat
Pour des articles plus généraux, voir Climat de la Normandie et Climat de la Manche.
En 2010, le climat de la commune est de type climat océanique franc, selon une étude du CNRS s'appuyant sur une série de données couvrant la période 1971-2000. En 2020, Météo-France publie une typologie des climats de la France métropolitaine dans laquelle la commune est exposée à un climat océanique et est dans la région climatique  Normandie (Cotentin, Orne), caractérisée par une pluviométrie relativement élevée (850 mm/a) et un été frais (15,5 °C) et venté.
Pour la période 1971-2000, la température annuelle moyenne est de 10,5 °C, avec une amplitude thermique annuelle de 12,2 °C. Le cumul annuel moyen de précipitations est de 1 061 mm, avec 14,8 jours de précipitations en janvier et 9,1 jours en juillet. Pour la période 1991-2020, la température moyenne annuelle observée sur la station météorologique la plus proche, située sur la commune de Cerisy-la-Salle à 10 km à vol d'oiseau, est de 11,5 °C et le cumul annuel moyen de précipitations est de 1 112,5 mm,. Pour l'avenir, les paramètres climatiques de la commune estimés pour 2050 selon différents scénarios d’émission de gaz à effet de serre sont consultables sur un site dédié publié par Météo-France en novembre 2022.

## Urbanisme

### Typologie
Au 1er janvier 2024, Maupertuis est catégorisée commune rurale à habitat très dispersé, selon la nouvelle grille communale de densité à sept niveaux définie par l'Insee en 2022. Elle est située hors unité urbaine. Par ailleurs la commune fait partie de l'aire d'attraction de Saint-Lô, dont elle est une commune de la couronne,. Cette aire, qui regroupe 63 communes, est catégorisée dans les aires de 50 000 à moins de 200 000 habitants,.

### Occupation des sols
L'occupation des sols de la commune, telle qu'elle ressort de la base de données européenne d’occupation biophysique des sols Corine Land Cover (CLC), est marquée par l'importance des territoires agricoles (100 % en 2018), une proportion identique à celle de 1990 (100 %). La répartition détaillée en 2018 est la suivante : prairies (62,6 %), zones agricoles hétérogènes (30,2 %), terres arables (7,2 %). L'évolution de l’occupation des sols de la commune et de ses infrastructures peut être observée sur les différentes représentations cartographiques du territoire : la carte de Cassini (XVIIIe siècle), la carte d'état-major (1820-1866) et les cartes ou photos aériennes de l'IGN pour la période actuelle (1950 à aujourd'hui).

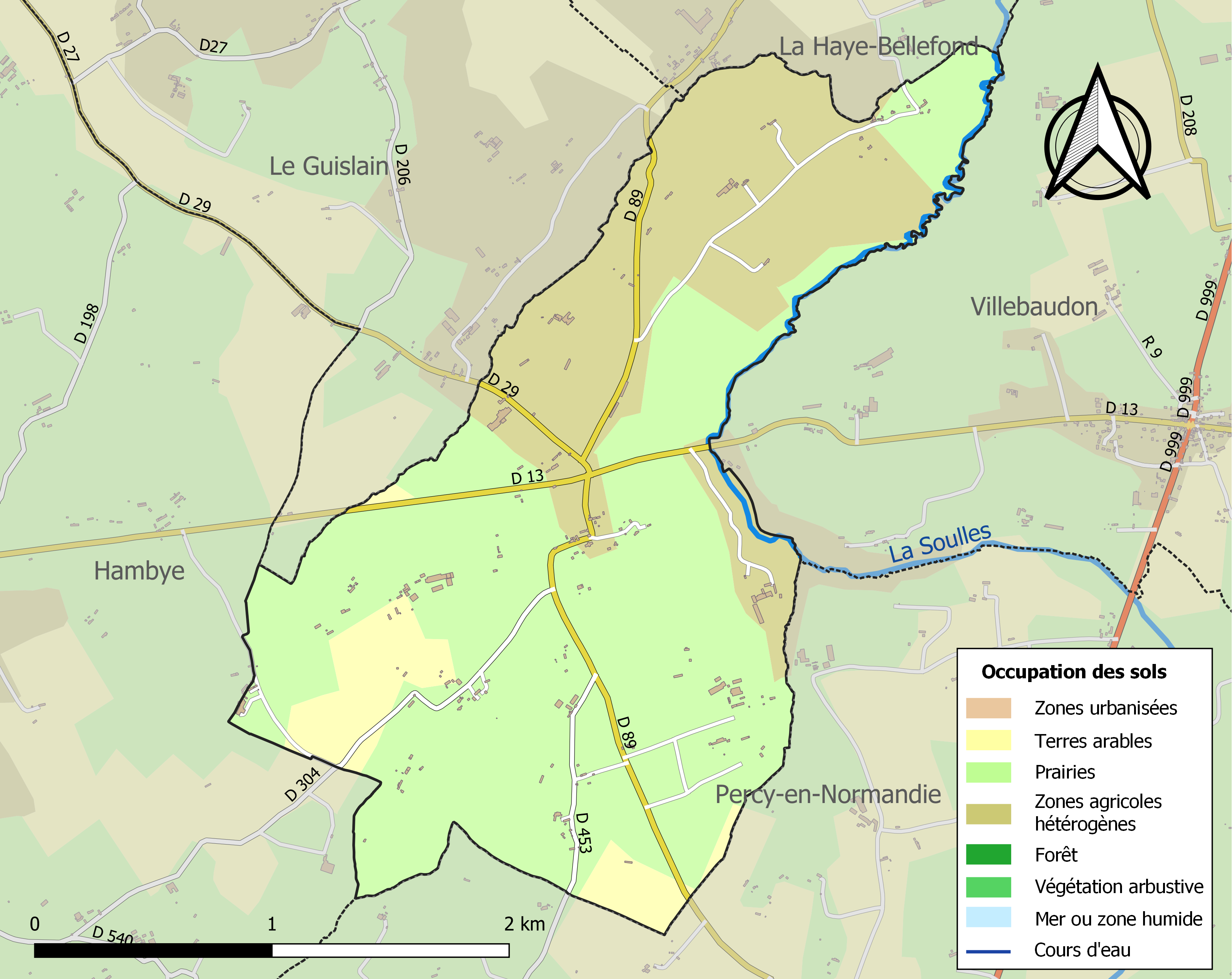
Carte des infrastructures et de l'occupation des sols de la commune en 2018 (CLC).

## Toponymie
Le nom de la localité est attesté sous les formes Malpertuis vers 1210, Malo Pertuso au XIIIe siècle vers 1280.
De l'ancien français mau et pertuis, le toponyme désigne un « mauvais passage », le passage de la Soulles[réf. nécessaire] qui coule en contrebas.
Le gentilé est Maupertuisien.

## Histoire
La baronnie de la Roche-Tesson (La Colombe) s'étendait entre autres sur le territoire paroissial.

## Politique et administration
| Période                                  | Période   | Identité         | Étiquette | Qualité     |
| ---------------------------------------- | --------- | ---------------- | --------- | ----------- |
| 1971                                     | juin 1995 | André Voisin     | SE        |             |
| juin 1995                                | En cours  | Daniel Lebouvier | SE        | Agriculteur |
| Les données manquantes sont à compléter. |           |                  |           |             |

Le conseil municipal est composé de onze membres dont le maire et deux adjoints.

## Démographie
L'évolution du nombre d'habitants est connue à travers les recensements de la population effectués dans la commune depuis 1793. Pour les communes de moins de 10 000 habitants, une enquête de recensement portant sur toute la population est réalisée tous les cinq ans, les populations de référence des années intermédiaires étant quant à elles estimées par interpolation ou extrapolation. Pour la commune, le premier recensement exhaustif entrant dans le cadre du nouveau dispositif a été réalisé en 2008.
En 2022, la commune comptait 147 habitants, en évolution de +8,89 % par rapport à 2016 (Manche : −0,31 %, France hors Mayotte : +2,11 %).
Au premier recensement républicain, en 1793, Maupertuis comptait 506 habitants, population jamais atteinte depuis.
| 1793 | 1800 | 1806 | 1821 | 1831 | 1836 | 1841 | 1846 | 1851 |
| ---- | ---- | ---- | ---- | ---- | ---- | ---- | ---- | ---- |
| 506  | 491  | 501  | 464  | 484  | 467  | 464  | 455  | 410  |

| 1856 | 1861 | 1866 | 1872 | 1876 | 1881 | 1886 | 1891 | 1896 |
| ---- | ---- | ---- | ---- | ---- | ---- | ---- | ---- | ---- |
| 389  | 355  | 369  | 343  | 345  | 321  | 331  | 278  | 281  |

| 1901 | 1906 | 1911 | 1921 | 1926 | 1931 | 1936 | 1946 | 1954 |
| ---- | ---- | ---- | ---- | ---- | ---- | ---- | ---- | ---- |
| 275  | 308  | 284  | 242  | 258  | 248  | 271  | 262  | 234  |

| 1962 | 1968 | 1975 | 1982 | 1990 | 1999 | 2006 | 2008 | 2013 |
| ---- | ---- | ---- | ---- | ---- | ---- | ---- | ---- | ---- |
| 185  | 176  | 158  | 140  | 131  | 127  | 133  | 135  | 133  |

| 2018 | 2022 | - | - | - | - | - | - | - |
| ---- | ---- | - | - | - | - | - | - | - |
| 140  | 147  | - | - | - | - | - | - | - |

## Lieux et monuments
- Église Saint-Pierre du XVe siècle, rénovée, avec tour-porche. Elle abrite un maître-autel du XVIIIe, un haut-relief figurant la Nativité du XVIIe, une peinture murale du XVIIIe, les statues de saint Pierre du XVIIe, saint Sébastien du XVIIe, saint Martin du XVIIIe, sainte Barbe du XVIIIe, un lutrin du XIXe, des dalles funéraires des XVIIe-XVIIIe dont une datée de 1636 dans l'entrée et à l'intérieur une de 1616[29].
- Croix de cimetière du XVe siècle, tombeau tectiforme en granit de Noël Le Chevrel, avocat († 1618)[29].
- Croix de chemin dite Croix Marié, sur la D 13 au carrefour du même nom, érigée en 1880[29].
- Ferme-manoir de la Cour du XVIIIe siècle, linteau historié de Maisoncelles, maître de camp, 1767[29].

Pour mémoire
Une ancienne léproserie est attestée à Maupertuis selon des textes de 1397 relevés par l'abbé Lecanu, historien du diocèse de Coutances.

## Personnalités liées à la commune
- Pierre Mariette, sieur de la Vincendière, lieutenant général au bailliage de Moyon, inhumé dans l'église de Maupertuis le 13 juin 1692[29].
- Eugène Lecrosnier (Maupertuis, 1923 - Coutances, 2013), évêque émérite de Belfort-Montbéliard.